# Cordăreni
Cordăreni è un comune della Romania di 2 062 abitanti, ubicato nel distretto di Botoșani, nella regione storica della Moldavia.
Il comune è formato dall'unione di 3 villaggi: Cordăreni, Grivița, Slobozia.